# Velîka Martînivka, Lutuhîne
Velîka Martînivka (în ucraineană Велика Мартинівка) este un sat în comuna Illiria din raionul Lutuhîne, regiunea Luhansk, Ucraina.

## Demografie
Componența lingvistică a localității Velîka Martînivka
     Ucraineană (87,32%)
     Rusă (12,68%)
Conform recensământului din 2001, majoritatea populației localității Velîka Martînivka era vorbitoare de ucraineană (87,32%), existând în minoritate și vorbitori de rusă (12,68%).